# ضرورت‌گرایی
ضرورت‌گرایی (به انگلیسی: Necessitarianism) یک اصل متافیزیکی است که هرگونه امکان صِرف را رد می‌کند؛ یعنی دقیقاً یک راه برای وجود جهان وجود دارد.
ضرورت‌گرایی قوی‌ترین بخش خانواده‌ای از اصول، از جمله جبرگرایی محض است که هر دو اراده آزاد لیبرترین را انکار می‌کنند و استدلال می‌کنند که اعمال انسان توسط پیشینه‌های بیرونی یا درونی از پیش تعیین شده است. ضرورت‌گرایی قوی‌تر از جبرگرایی محض است، زیرا حتی جبرگرایی محض نیز می‌پذیرد که زنجیره علی تشکیل‌دهنده جهان ممکن است به‌طور کلی متفاوت بوده باشد، اگرچه هر عضو از آن مجموعه، با توجه به علل پیشین خود، نمی‌توانسته متفاوت باشد.
مشهورترین مدافع ضرورت‌گرایی در تاریخ فلسفه باروخ اسپینوزا است.
آنتونی کالینز نیز به‌خاطر دفاع از ضرورت‌گرایی شناخته شده بود. کتاب کوتاه او با عنوان تحقیقی در باب آزادی انسان (۱۷۱۵) بیانی کلیدی از دیدگاه ضرورت‌گرایانه بود.
فرهنگ لغت قرن در سال‌های ۱۸۸۹-۱۸۹۱ ضرورت‌گرایی را به‌عنوان باوری تعریف کرد که اراده آزاد نیست، بلکه تابع علل پیشین خارجی یا قوانین طبیعی علت و معلول است.